# كارين مايو-تشاندلر
كارين مايو-تشاندلر (بالإنجليزية: Karen Mayo-Chandler)‏ هي ممثلة بريطانية، ولدت في 18 أبريل 1958 في المملكة المتحدة، وتوفيت في 11 يوليو 2006 بلونغ بيتش في الولايات المتحدة بسبب سرطان الثدي.

## وصلات خارجية
- كارين مايو-تشاندلر على موقع IMDb (الإنجليزية)
- كارين مايو-تشاندلر على موقع قاعدة بيانات الفيلم (الإنجليزية)